# Sally Bein

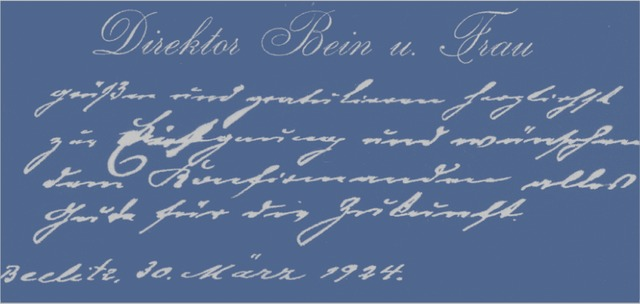
Grußbotschaft von Sally Bein 1924

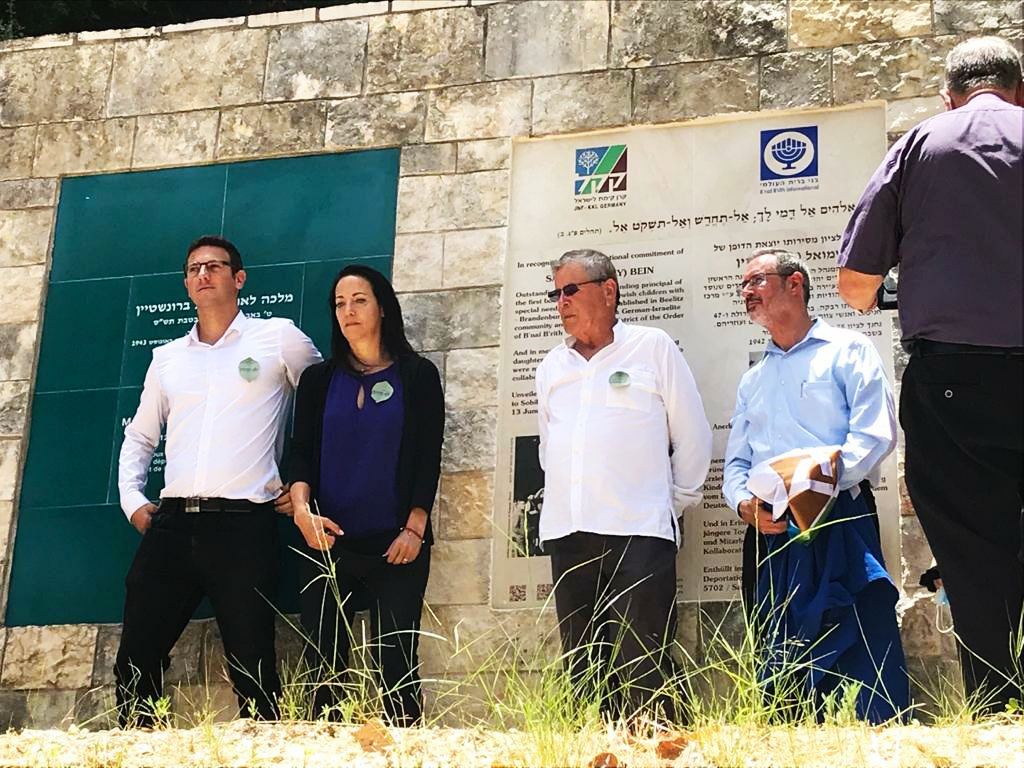
Die Zeremonie in Erinnerung an Sally und Rebecca Bein im Wald der Märtyrer in der Nähe von Jerusalem

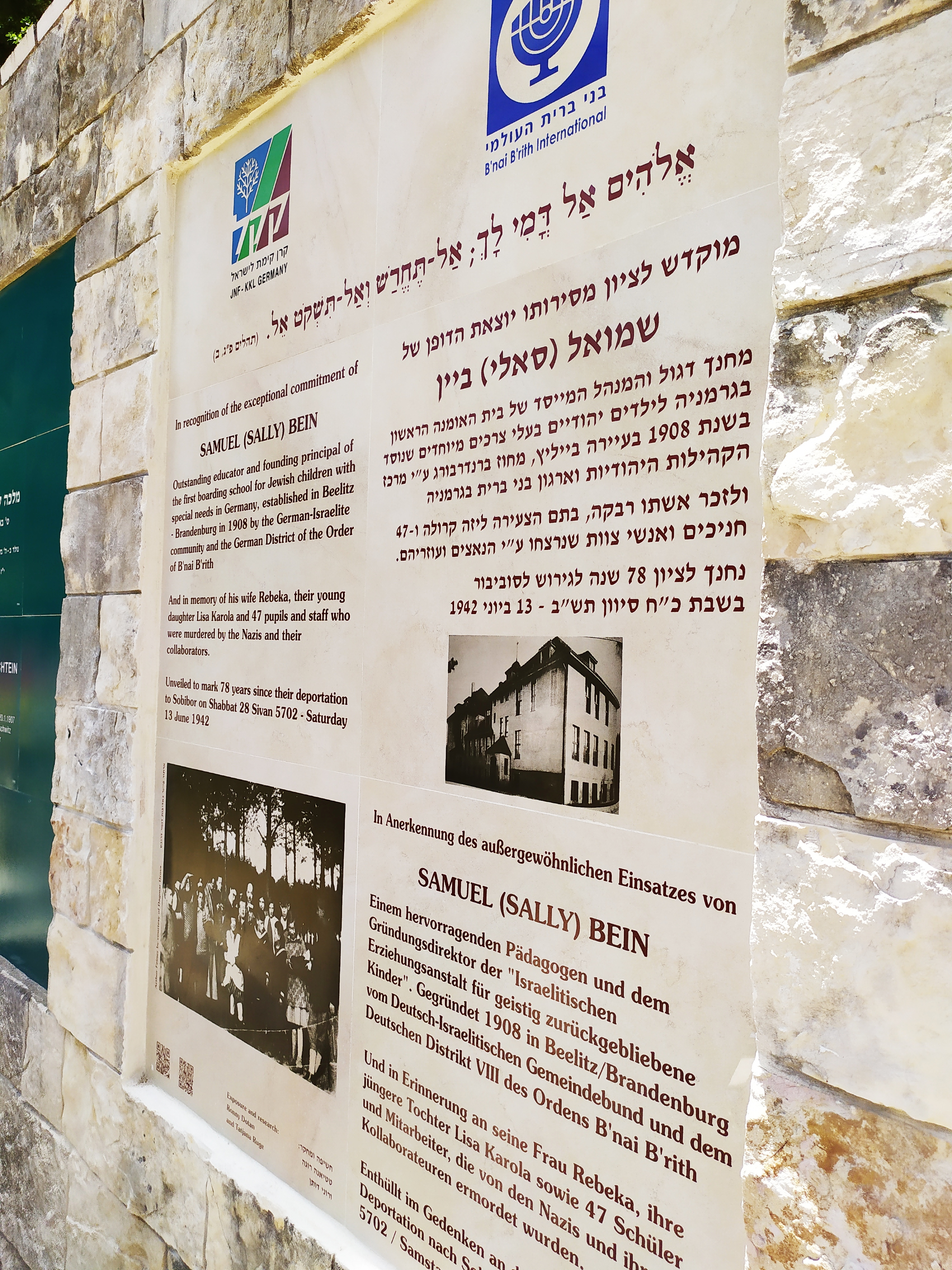
Die Gedenktafel im Wald der Märtyrer

Sally Bein (hebräisch סאלי ביין) (geboren 6. November 1881 in Inowrazlaw; gestorben nach dem 13. Juni 1942 nach der Deportation nach Sobibor) war ein deutscher Volksschul- und Taubstummenlehrer jüdischer Abstammung und Leiter der Israelitischen Erziehungsanstalt für geistig zurückgebliebene Kinder in Beelitz.

## Leben
Sally, laut Geburtsurkunde Samuel Bein, war das zweite Kind des Schneiders Leib Bein und seiner Frau Johanna, geborene Baer. Sally hatte einen Bruder, Karl Bein (geboren am 14. Januar 1879 in Inowroclaw; gestorben am 3. Februar 1942 im Ghetto Lodsch). Am 14. September 1908 heiratete er die Lehrerin Rebeka Löwenstein (geboren am 15. August 1883 in Holzhausen, Kirchhain; gestorben nach dem 13. Juni 1942 nach der Deportation nach Sobibor), Tochter des David Löwenstein und seiner Frau Karolina, geborene Plaut. Das Paar hatte zwei Töchter, Hanna Lotte (geboren am 9. Juni 1910; Todestag unbekannt) und Lisa Karola (geboren am 28. Mai 1916 in Beelitz; gestorben nach dem 13. Juni 1942 nach der Deportation nach Sobibor). Hanna Lotte überlebte die Verfolgung durch Heirat und Emigration; sie starb verarmt in Australien.
Sally Bein besaß die deutsche Staatsangehörigkeit. 1902 begann er sein Studium als Volksschul- und Taubstummenlehrer an der Jüdischen Lehrerbildungsanstalt in Berlin, das er 1906 abschloss. Danach arbeitete er als Lehrer an der Israelitischen Taubstummenanstalt in Berlin-Weißensee.
Der jüdische Gemeindebund in Berlin und der jüdische Orden „Bne Briss“ errichteten 1908 inmitten eines Kiefernwaldes unweit des Beelitzer Bahnhofs eine Erziehungsanstalt. Anlässlich der Silberhochzeit des deutschen Kaiserpaares im Februar 1906 bekam das Heim den Namen „Israelitische Erziehungsanstalt Wilhelm-Auguste-Viktoria-Stiftung in Beelitz“. Die Erziehungsanstalt öffnete am 25. Oktober 1908.
Sally Bein wurde mit 26 Jahren die Leitung der Schule anvertraut, an der geistig und körperlich behinderte, aber „bildungsfähige“ Kinder und Jugendliche von 6 bis 14 Jahren eine zehnklassige Schulausbildung absolvieren konnten.
Das Waldgrundstück, auf dem sich ein modernes, mehrstöckiges Haus mit Zentralheizung, Lichtanlagen, Wasserleitungen, Kanalisation und Sanitäreinrichtungen befand, liegt an der heutigen Karl-Liebknecht-Straße 5. Ab November 1908 lebten dort bereits 34 Kinder, welche anfangs nur von Sally Bein und seiner Frau erzogen und unterrichtet wurden, unter anderem in den Fächern Religion, biblische Geschichte, Hebräisch, Deutsch und Rechnen sowie in Handarbeit. Mit der Zeit wurden mehr Kinder aufgenommen und zusätzliche Lehrkräfte eingestellt. In den Jahren zwischen 1908 und 1938 waren insgesamt 240 Jungen und 140 Mädchen im Beelitzer Heim gewesen. Viele seiner Schüler konnten nach der Schulausbildung eine höhere Schule besuchen oder einen handwerklichen Beruf lernen.
Ab 1933 suchte die Stadt diverse Vorwände, um die Schließung des Hauses zu fordern. So störte zum Beispiel den Bürgermeister das „Geschrei“ der (taubstummen) Kinder, das angeblich bis zum Bahnhof zu hören war. Von 1933 bis 1942 kämpfte Sally Bein um die Existenz des Heimes.
Am 2. Juni 1942 wurde er mit seiner Frau Rebeka, seiner Tochter Lisa Karola, den verbliebenen Heimzöglingen und den Angestellten nach Potsdam gebracht und am 13. Juni nach Sobibor deportiert. Dort wurde er ermordet.

## Gedenken und Ehrungen
Heute befindet sich auf dem Grundstück das Sally-Bein-Gymnasium Beelitz, das den Namen am 15. September 1997 bekam.
Am 17. Juni 2020 wurde auf Initiative von Ronny Dotan und Tatjana Matanya Ruge und unter Beteiligung des B’nai Brith World Center in Jerusalem sowie von KKL Israel eine Gedenktafel im Wald der Märtyrer enthüllt. Diese erinnert an die Deportation und Ermordung der Familie Bein, der Kinder und Angestellten im April und Juni 1942.

## Weitere Quelle
- Heiratsurkunde von Sally und Rebeka Bein, geborene Löwenstein